# Argobuccinum pustulosum
Argobuccinum pustulosum is een slakkensoort uit de familie van de Cymatiidae. De wetenschappelijke naam van de soort werd voor het eerst geldig gepubliceerd in 1786 door Lightfoot als Buccinum pustulosum Lightfoot, 1786.